# Chaos UK
I Chaos UK sono un gruppo musicale hardcore punk formato nel 1979 a Portishead vicino a Bristol. La formazione originale consisteva in Simon (voce), Andy (chitarra), Kaos (basso) e Potts (batteria). Durante gli anni la formazione è cambiata molte volte e gli unici membri originali rimasti sono Kaos e Gabba. I loro testi sono generalmente focalizzati su alcolismo, disoccupazione, politica, resistenza alla polizia e alle autorità.

## Discografia
Le posizioni in classifica si riferiscono alla UK Indie Chart.

### Album in studio
- 1983 - Chaos UK LP (Riot City) (#16)
- 1984 - Short Sharp Shock 12" (COR/Weasel)
- 1986 - Chaos UK/Extreme Noise Terror split LP (Manic Ears)
- 1989 - The Chipping Sodbury Bonfire Tapes (Slap Up/Weasel)
- 1991 - Enough to Make You Sick (Vinyl Japan)
- 1991 - Chaos UK/Raw Noise split LP (Vinyl Japan)
- 1993 - Death Side/Chaos UK split (Selfish)
- 1996 - Floggin' the Corpse (Anagram)
- 1997 - Morning After the Night Before (Cleopatra)
- 1999 - Heard it, Seen it, Done it (Discipline)
- 2007 - Chaos UK/FUK split (HG Fact)

### EP
- 1981 - Demo (autoprodotto)
- 1982 - Burning Britain E.P. (Riot City. Riot 6) (#8)
- 1982 - Loud Political & Uncompromising (Riot City. Riot 12) (#27)
- 1984 - Just Mere Slaves (Selfish)
- 1989 - Headfuck (Desperate Attempt)
- 1991 - Head on a Pole (Desperate Attempt)
- 1993 - 100% Two Fingers in the Air Punk Rock (Slap Up)
- 1993 - Secret Men (Slap Up)
- 1996 - King for A Day (Discipline)
- 2000 - Chaos UK/Assfort split (Discipline)
- 2000 - Kanpai (Discipline)

### Album dal vivo
- 1991 - Live in Japan (Cargo)

### Raccolte
- 1991 - Total Chaos - The Singles Collection (Anagram)
- 1998 - The Best of Chaos UK (Anagram)
- 2004 - The Riot City Years (Step Up)

### Apparizioni in raccolte
- 1982 - Punk and Disorderly LP (Abstract/Posh Boy) "4 Minute Warning"
- 1982 - Riotous Assembly LP (Riot City Records) "Senseless Conflict"
- 1983 - UK/DK LP (Cherry Red) "No Security"
- 1986 - Digging in Water LP (COR) "Kill your Baby" (versione modificata e velocizzata)
- 1991 - Punks Not Dread LP (Sink Below)"For Adolfs Only", "Bone Idol", "Brain Bomb"